# Золотая Балка (Херсонская область)
Золотая Балка (укр. Золота Балка) — село в Новоалександровской сельской общине Бериславского района Херсонской области Украины.
С марта по октябрь 2022 года село было оккупировано российскими войсками в ходе вторжения России на Украину.

## Население
Население по переписи 2001 года составляло 1681 человек.

### Языковой состав
Родной язык населения по данным переписи 2001 года:
| Язык       | Численность, чел. | Доля     |
| ---------- | ----------------- | -------- |
| Украинский | 1 617             | 96,19 %  |
| Русский    | 58                | 3,45 %   |
| Другое     | 6                 | 0,36 %   |
| Итого      | 1 681             | 100,00 % |

## Географическое положение
Село стоит на правом берегу Каховского водохранилища, через Днепр граничит с Каховским районом.

## Достопримечательности
Возле села расположен одноимённый археологический памятник, включающий городище и некрополь II—IV веков до н. э. В 1979 году в кургане было найдено скифское изваяние из известняка, представляющее из себя стоящую мужскую фигуру.